# Jean-Baptiste Gioux
Pour les articles homonymes, voir Gioux (homonymie).
Jean-Baptiste Gioux est un homme politique français né le 18 août 1863 à Faux-la-Montagne (Creuse) et décédé le 5 avril 1942 à Ingrandes-sur-Loire (Maine-et-Loire).
Docteur en droit, avocat à Angers, il est conseiller général du canton de Noyant. Il est député de Maine-et-Loire de 1906 à 1914, inscrit au groupe de la Gauche radicale.

## Sources
- « Jean-Baptiste Gioux », dans le Dictionnaire des parlementaires français (1889-1940), sous la direction de Jean Jolly, PUF, 1960 [détail de l’édition]